# Terremoto de Haití de 2018
El terremoto de Haití de 2018 fue un movimiento telúrico ocurrido el 6 de octubre de 2018, aproximadamente a las 8:11 p. m., un terremoto de magnitud 5.9 golpeó 19 km al noroeste de Port-de-Paix, Haití. El terremoto dañó las estructuras y mató al menos a 15 personas, y el temblor se sintió tan lejos como Puerto Príncipe. El terremoto fue el más fuerte en golpear Haití desde el 12 de enero de 2010, sin incluir las réplicas del terremoto de 2010.

## Información tectónica
Haití se encuentra en el límite entre la placa del Caribe y la placa norteamericana. El movimiento a través de este límite se divide en varias estructuras principales. Las principales zonas de falla de deslizamiento lateral izquierda de la zona de falla Septentrional-Oriente y la zona de falla Enriquillo-Plantain Garden acogen la componente lateral de este movimiento.
Al norte de Haití, la deformación general es de naturaleza transpresional y una estructura adicional, la falla de la Hispaniola del Norte, una zona de empuje importante, ocupa el componente de convergencia a una tasa de 5 mm por año.

## Terremoto
El terremoto provocó que parte de un hospital colapsara en Gros-Morne, dañó la fachada de la iglesia Paroisse St. Michel A De Plaisance en Plaisance, provocó el colapso de un centro cultural en Gros-Morne, dañó una celda de detención en la Policía Nacional de Haití Comisariado de Port-de-Paix en Port-de-Paix, permitiendo que varios detenidos escaparan, provocó el colapso de un auditorio en Gros-Morne, dañó varias aulas en la Escuela Nacional San Gabriel en Gros-Morne, y destruyó casas en las comunas de Chansolme, Gros-Morne, Plaisance, y Port-de-Paix, así como en la isla de la Tortuga.
El presidente Jovenel Moïse instruyó a los residentes a mantener la calma y declaró que las autoridades responderían a las personas que necesitan ayuda.
El primer ministro Jean-Henry Céant dijo que se había creado un gabinete para ayudar a organizar la respuesta de emergencia. El día después del terremoto, el presidente Moïse visitó Port-de-Paix de supervisar los esfuerzos de recuperación.

## Réplicas
En los primeros 8 meses de 2018, hubo 26 terremotos entre las magnitudes de 2.9 y 4.6 registrados. Ha habido tres réplicas desde el terremoto inicial.